# 天津增十六
天鵝座41，又名BD+29 4057，HD 195295、SAO 70095、HR 7834，是天鵝座的一颗恒星，视星等为4.01，位于銀經70.91，銀緯-5.04，其B1900.0坐标为赤經20h 25m 18.5s，赤緯+30° -5.04′ 5″。